# O sole mio
O sole mio, egentligen ’O sole mio (neapolitanska: ’Min sol’), är en neapolitansk sång från 1898 som är spridd över hela världen. Texten är skriven av Giovanni Capurro och musiken av Eduardo di Capua. Sången har framförts och spelats in av ett stort antal artister, bland andra Jussi Björling, Enrico Caruso, Mario Lanza, Luciano Pavarotti, Josephine Baker, Frank Sinatra, Louis Prima, Claudio Villa, Il Volo och Bryan Adams.
Titeln skrivs i original ’O sole mio – inte O, sole mio. ”O” är alltså inte en interjektion, ”Oh!”, utan en bestämd artikel.
Texten har blivit översatt till många språk, men originalet är på neapolitanska. Den mest kända engelska texten är It's Now or Never, känd genom Elvis Presleys inspelning.

## Texten
Che bella cosa na jurnata ’e sole,

n’aria serena doppo na tempesta!

Pe’ ll’aria fresca pare gia’ na festa …:

Che bella cosa na jurnata ’e sole.

Ma n’atu sole

cchiu’ bello, oi ne’.

’o sole mio

sta ’nfronte a te!

Lùcene ’e llastre d’’a fenesta toia;

’na lavannara canta e se ne vanta

e pe’ tramente torce, spanne e canta

lùcene ’e llastre d’a fenesta toia.

Ma n’atu sole

cchiu’ bello, oi ne’.

’o sole mio

sta ’nfronte a te!

Quanno fa notte e ’o sole se ne scenne,

me vene quase ’na malincunia;

sotto ’a fenesta toia restarria

quanno fa notte e ’o sole se ne scenne.

Ma n’atu sole

cchiu’ bello, oi ne’.

’o sole mio

sta ’nfronte a te!